# Nervi (cognome)
Nervi è un cognome di lingua italiana.

## Varianti
Nervini.

## Origine e diffusione
Cognome tipicamente settentrionale, è presente prevalentemente in Liguria.
Potrebbe derivare dal toponimo Nervi.

## Persone
- Mario Nervi (1913) – calciatore italiano
- Pier Luigi Nervi (1891-1979) – ingegnere italiano